# Championnats d'Europe espoirs d'athlétisme 2019
Navigation
2017 2021
La 12e édition des Championnats d'Europe espoirs d'athlétisme se déroule du 11 au 14 juillet 2019 à Gävle en Suède.
Cette désignation est annoncée par l’EAA le 4 juin 2018.

## Résultats

### Hommes
| Épreuves | Or                                                                                                | Argent                                                                               | Bronze                                                                               |
| --- | ------------------------------------------------------------------------------------------------- | ------------------------------------------------------------------------------------ | ------------------------------------------------------------------------------------ |
| 100 m (vent : + 2,2 m/s) | Henrik Larsson 10 s 23                                                                            | Oliver Bromby 10 s 24                                                                | Joris van Gool 10 s 27                                                               |
| 200 m (vent : m/s) | Shemar Boldizsar 20 s 89                                                                          | Kobe Vleminckx 21 s 04                                                               | Ryan Zézé 21 s 05                                                                    |
| 400 m | Fabrisio Saïdy 45 s 79 (PB)                                                                       | Cameron Chalmers 45 s 92 (SB)                                                        | Brayan Lopez 46 s 16 (PB)                                                            |
| 800 m | Mateusz Borkowski 1 min 48 s 75                                                                   | Spencer Thomas 1 min 49 s 06                                                         | Pablo Sánchez-Valladares 1 min 49 s 36                                               |
| 1 500 m | Ignacio Fontes 3 min 50 s 38                                                                      | Piers Copeland 3 min 50 s 89                                                         | Elzan Bibić 3 min 50 s 90                                                            |
| 5 000 m | Jimmy Gressier 14 min 16 s 55                                                                     | Hugo Hay 14 min 17 s 00                                                              | Abdessamad Oukhelfen 14 min 17 s 23                                                  |
| 10 000 m | Jimmy Gressier 28 min 44 s 17                                                                     | Tadesse Getahon 28 min 46 s 97                                                       | Emile Cairess 28 min 50 s 21                                                         |
| 110 m haies (vent : m/s) | Jason Joseph 13 s 45                                                                              | Michał Sierocki 13 s 63 (PB)                                                         | Cameron Fillery 13 s 64                                                              |
| 400 m haies | Wilfried Happio 49 s 03 (EU23L)                                                                   | Nick Smidt 49 s 49 (PB)                                                              | Emil Nana Kwame Agyekum 49 s 69 (PB)                                                 |
| 3 000 m steeple | Frederik Ruppert 8 min 44 s 49                                                                    | Alexis Phelut 8 min 45 s 04                                                          | Simon Sundström 8 min 45 s 82                                                        |
| 4 × 100 m | Allemagne Kevin Kranz Marvin Schulte Deniz Almas Philipp Trutenat 39 s 22                         | France Amaury Golitin Ryan Zézé Yannis Ammour Max Sirguey 39 s 57                    | Belgique Simon Verherstraeten Kobe Vleminckx Antoine Snyders Raphael Kapenda 39 s 77 |
| 4 × 400 m | Allemagne Maximilian Grupen Marvin Schlegel Fabian Dammermann Manuel Sanders 3 min 3 s 92 (WU23L) | Royaume-Uni Alex Haydock-Wilson Lee Thompson Joe Brier Cameron Chalmers 3 min 4 s 59 | France Loïc Prévot Téo Andant Lidji Mbaye Fabrisio Saïdy 3 min 5 s 36                |
| 20 km marche | Vasiliy Mizinov 1 h 21 min 29 (EU23L)                                                             | Salih Korkmaz 1 h 21 min 32 (NR)                                                     | Callum Wilkinson 1 h 22 min 13                                                       |
| Saut en hauteur | Maksim Nedasekau 2,29 m (SB)                                                                      | Tom Gale 2,27 m (SB)                                                                 | Norbert Kobielski 2,23 m                                                             |
| Saut à la perche | Bo Kanda Lita Baehre 5,65 m                                                                       | Emmanouíl Karalís 5,60 m                                                             | Thibaut Collet 5,60 m                                                                |
| Saut en longueur | Miltiádis Tedóglou 8,32 m + 0,9 m/s (EL, PB)                                                      | Héctor Santos 8,19 m (PB)                                                            | Gabriele Chilà 8,00 m (PB)                                                           |
| Triple saut | Necati Er 17,37 m + 1,1 m/s (EL, NR)                                                              | Nazim Babayev 17,03 m                                                                | Andrea Dallavalle 16,95 m + 1,6 m/s (PB)                                             |
| Lancer du poids | Konrad Bukowiecki 21,51 m                                                                         | Leonardo Fabbri 20,50 m                                                              | Wictor Petersson 19,53 m                                                             |
| Lancer du disque | Kristjan Čeh 63,82 m (PB)                                                                         | Clemens Prüfer 62,15 m                                                               | Oskar Stachnik 60,01 m                                                               |
| Lancer du marteau | Alberto González 74.36 m (PB)                                                                     | Bence Halász 74,14 m                                                                 | Myhaylo Havrylyuk 72,23 m                                                            |
| Lancer du javelot | Cyprian Mrzygłód 84,97 m (CR, PB)                                                                 | Alexandru Novac 81,75 m                                                              | Aliaksei Katkavets 80,31 m                                                           |
| Décathlon | Niklas Kaul 8 572 pts (CR, PB)                                                                    | Johannes Erm 8 445 pts (NU23R)                                                       | Manuel Eitel 8 067 pts                                                               |
| Records et Performances - AR : Record continental (area record) - CR : Record des championnats (championship record) - MR : Record du meeting (meet record) - NR : Record national (national record) - OR : Record olympique (olympic record) - PR : Record paralympique (paralympic record) - PB : Record personnel (personal best) - SB : Meilleure performance personnelle de la saison (season's best) - WL : Meilleure performance mondiale de l'année (world leader) - WJR : Record du monde junior (world junior record) - WR : Record du monde (world record) Circonstances et Conditions - DNF : N'a pas terminé (did not finish) - DNS : N'a pas pris le départ (did not start) - DQ : Disqualification (disqualification) - NM : Aucun essai valable enregistré (No Mark) - Q : Qualifié « directement » au prochain tour (ou à la prochaine compétition), lors d'une compétition majeure, grâce au classement ou à la réalisation des minima (automatic qualifier) - q : Qualifié au prochain tour (ou à la prochaine compétition), lors d'une compétition majeure, grâce au repêchage ou à la réalisation de l'une des meilleures performances parmi celles des « non qualifiés directement » (grâce au meilleur temps ou à la meilleure distance par exemple) (secondary qualifier) |                                                                                                   |                                                                                      |                                                                                      |

### Femmes
| Épreuves | Or                                                                                                 | Argent                                                                                    | Bronze                                                                          |
| --- | -------------------------------------------------------------------------------------------------- | ----------------------------------------------------------------------------------------- | ------------------------------------------------------------------------------- |
| 100 m (vent : m/s) | Ewa Swoboda 11 s 15 (SB)                                                                           | Cynthia Leduc 11 s 40                                                                     | Lisa Nippgen 11 s 45                                                            |
| 200 m (vent : m/s) | Sindija Bukša 23 s 24 (SB)                                                                         | Estelle Raffai 23 s 35 (SB)                                                               | Sarah Richard 23 s 50                                                           |
| 400 m | Natalia Kaczmarek 52 s 34 (PB)                                                                     | Lada Vondrová 52 s 40                                                                     | Andrea Miklos 52 s 66 (SB)                                                      |
| 800 m | Jemma Reekie 2 min 5 s 19                                                                          | Ellie Baker 2 min 6 s 33                                                                  | Nadia Power 2 min 6 s 68                                                        |
| 1 500 m | Jemma Reekie 4 min 22 s 81                                                                         | Elise Vanderelst 4 min 23 s 50                                                            | Marta Zenoni 4 min 23 s 96                                                      |
| 5 000 m | Anna Emilie Møller 15 min 7 s 70 (NR)                                                              | Alina Reh 15 min 11 s 25                                                                  | Celia Anton 15 min 28 s 66                                                      |
| 10 000 m | Alina Reh 31 min 39 s 34 (CR)                                                                      | Miriam Dattke 32 min 29 s 45 (PB)                                                         | Jasmijn Lau 33 min 35 s 66                                                      |
| 100 m haies (vent : m/s) | Elvira Herman 12 s 70 (SB)                                                                         | Klaudia Siciarz 12 s 82 (PB)                                                              | Laura Valette 12 s 97                                                           |
| 400 m haies | Paulien Couckuyt 56 s 17 (PB)                                                                      | Linda Olivieri 56 s 22                                                                    | Yasmin Gigeer 56 s 37 (SB)                                                      |
| 3 000 m steeple | Anna Emilie Møller 9 min 27 s 31 (CR)                                                              | Eilish Flanagan 9 min 51 s 72 (PB)                                                        | Claudia Prisecaru 9 min 53 s 21 (PB)                                            |
| 4 × 100 m | Allemagne Jennifer Montag Keshia Kwadwo Sophia Junk Lisa Nippgen 43 s 45 (=WU23L)                  | France Leisly Regulier Eloise de la Taille Estelle Raffai Sarah Richard-Mingas 43 s 82    | Pologne Klaudia Siciarz Marlena Gola Martyna Kotwila Ewa Swoboda 44 s 08        |
| 4 × 400 m | Pologne Karolina Łozowska Natalia Wosztyl Natalia Widawska Natalia Kaczmarek 3 min 32 s 56 (WU23L) | Royaume-Uni Lily Beckford Finette Agyapong Yasmin Liverpool Hannah Williams 3 min 32 s 91 | Allemagne Nelly Schmidt Corinna Schwab Alica Schmidt Luna Bulmahn 3 min 33 s 83 |
| 20 km marche | Ayse Tekdal 1 h 34 min 47                                                                          | Olga Niedzialek 1 h 35 min 54                                                             | Yana Smerdova 1 h 35 min 58 (SB)                                                |
| Saut en hauteur | Yuliya Levchenko 1,97 m                                                                            | Christina Honsel 1,92 m (PB)                                                              | Ella Junnila 1,92 m                                                             |
| Saut à la perche | Angelica Moser 4,56 m (EU23L)                                                                      | Amálie Švábíková 4,35 m                                                                   | Yelivaeta Bondarenko 4,35 m                                                     |
| Saut en longueur | Hilary Kpatcha 6,73 m                                                                              | Petra Beáta Farkas 6,55 m (PB)                                                            | Milica Gardašević 6,43 m                                                        |
| Triple saut | Diana Zagainova 13,89 m                                                                            | Tuğba Danışmaz 13,85 m (PB)                                                               | Viyaleta Skvartsova 13,79 m (SB)                                                |
| Lancer du poids | Alina Kenzel 17,94 m                                                                               | Katharina Maisch 17,64 m                                                                  | Julia Ritter 17.17 m                                                            |
| Lancer du disque | Marija Tolj 62,76 m (PB)                                                                           | Alexandra Emilianov 57,30 m                                                               | Annina Brandenburg 56,52 m                                                      |
| Lancer du marteau | Sofiya Palkina 71,08 m                                                                             | Nastassia Maslava 69,36 m (SB)                                                            | Sara Fantini 68,35 m                                                            |
| Lancer du javelot | Annika Fuchs 63,68 m (PB)                                                                          | Eda Tuğsuz 61,03 m                                                                        | Evelina Mendes 55,57 m                                                          |
| Heptathlon | Géraldine Ruckstuhl 6 274 pts (SB)                                                                 | Sophie Weißenberg 6 175 pts                                                               | Hanne Maudens 6 093 pts (SB)                                                    |
| Records et Performances - AR : Record continental (area record) - CR : Record des championnats (championship record) - MR : Record du meeting (meet record) - NR : Record national (national record) - OR : Record olympique (olympic record) - PR : Record paralympique (paralympic record) - PB : Record personnel (personal best) - SB : Meilleure performance personnelle de la saison (season's best) - WL : Meilleure performance mondiale de l'année (world leader) - WJR : Record du monde junior (world junior record) - WR : Record du monde (world record) Circonstances et Conditions - DNF : N'a pas terminé (did not finish) - DNS : N'a pas pris le départ (did not start) - DQ : Disqualification (disqualification) - NM : Aucun essai valable enregistré (No Mark) - Q : Qualifié « directement » au prochain tour (ou à la prochaine compétition), lors d'une compétition majeure, grâce au classement ou à la réalisation des minima (automatic qualifier) - q : Qualifié au prochain tour (ou à la prochaine compétition), lors d'une compétition majeure, grâce au repêchage ou à la réalisation de l'une des meilleures performances parmi celles des « non qualifiés directement » (grâce au meilleur temps ou à la meilleure distance par exemple) (secondary qualifier) | |                                                                                           |                                                                                 |